# Bitka pri Crooked Billet
Bitka pri Crooked Billetu je bila bitka v filadelfijski kampanji ameriške revolucionarne vojne, ki se je odvila 1. maja 1778 v bližini gostilne Crooked Billet (današnji Hatboro, Pensilvanija). V spopadu so britanske sile pod poveljstvom majorja Johna Gravesa Simcoeja izvedle iznenaden napad na brigadnega generala Johna Laceyja in tri polke pensilvanijske milice, ki so bili ujeti med spanjem. Britanci so povzročili znatno škodo, Lacey in njegove sile pa so se bile prisiljene umakniti v sosednje okrožje Bucks, Pensilvanija.